# きぶな号

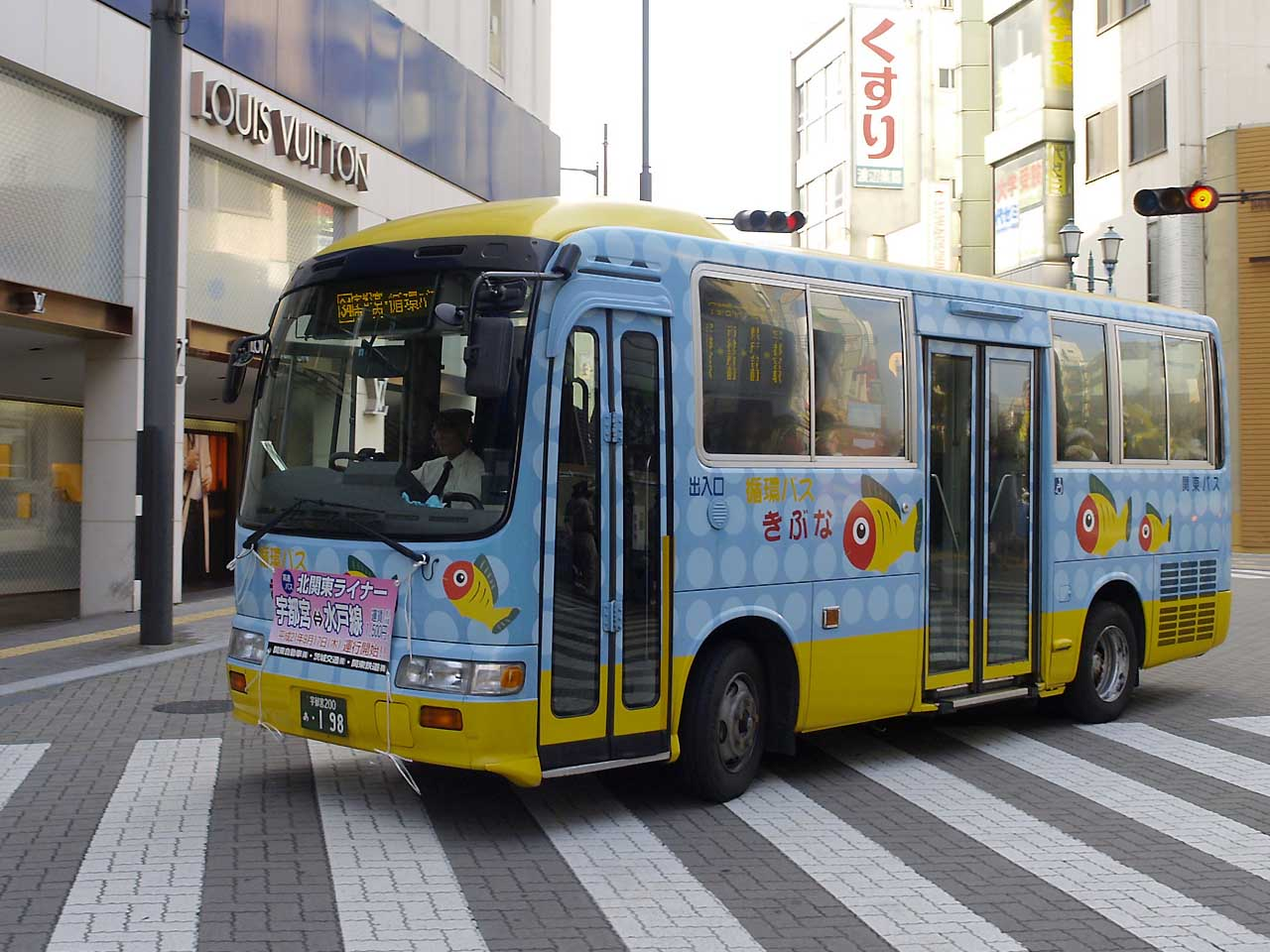
宇都宮市内循環バス「きぶな」（東武宇都宮駅付近にて）

宇都宮市内循環バス「きぶな」（うつのみやしないじゅんかんバスきぶな）は、栃木県宇都宮市の中心市街地を循環するバス路線の愛称。関東自動車簗瀬営業所が運行している。行先番号は34番。

## 沿革
- 2001年7月19日 - 前身となる「ワンコインバス」実証運行開始[2]。
- 2001年11月18日 - 「ワンコインバス」実証運行終了。
- 2002年4月1日 - 宇都宮市内循環バス「きぶな」 路線開設[3][4]。
- 時期不明 - 栃木県県庁舎前に乗り入れ開始。
- 2014年10月10日 - 1日乗車券販売開始[5]。
- 2018年10月1日 - 関東自動車の他の路線同様に150円から170円へ運賃改定。
- 2019年5月18日 - ダイヤ改正し双方向運行となったが、最終便の繰り上げなど減便も行われた[6][7]。
- 2023年8月27日 - 関東自動車の運賃改定により全区間190円均一に、一日乗車券も価格改定[8]。

## 運賃・乗車券類
2023年8月27日以降は大人190円均一。
関東自動車の一般路線と同様に、栃木県内乗合バス3社（関東自動車・旧東野交通・ジェイアールバス関東）で発行している3社共通バスカードも2021年1月4日の取扱終了まで利用できた。2021年3月21日から取扱開始の地域連携ICカードtotra等交通系ICカードも使用可能だが、車両構造の都合で、2扉の車両でも前乗り前降り方式のままとなっている。
運行開始当初は 済生会病院経由便への乗継券扱いをしたが、程なく終了した。

### 1日乗車券
宇都宮市内循環バス「きぶな」と宇都宮駅 - 東武駅前間の関東自動車の一般路線バスに1日乗降自由な乗車券が、宇都宮駅前の定期券販売センターなどにて販売されている。
- きぶな1日乗車券 400円
- 餃子食べ歩ききっぷ きぶな1日乗車券＋市内の餃子店で使用できる300円分金券付き 700円

## 路線

### 双方向
県庁先回り（従来）
- JR宇都宮駅 → 宮の橋北 → 妙正寺前 → 宇都宮記念病院前[注釈 2] → 国際情報ビジネス専門学校 → 宇都宮二荒山神社下 → 栃木県庁舎前 → 県総合文化センター前 → 県庁前 → 東武駅前 → オリオン通り入口 → 総合福祉センター前 → 松が峰教会前 → 宇都宮市役所 → 宇都宮城址公園入口 → 中央郵便局前 → みはし通り → 日野町通り → 二番町 → JR宇都宮駅

市役所先回り（新設）
- JR宇都宮駅 → 二番町 → いづも通り → 中央郵便局前 → （県庁先回りと同経路） → 総合福祉センター前 → シンボルロード → 県総合文化センター前 → 栃木県庁庁舎前 → （県庁先回りと同経路） → 妙正寺前北 → JR宇都宮駅
  - 一方通行などの道路事情のため、県庁先回りとは一部ルートが異なる。県庁先回りとの同経路部分は逆回りとなる。
  - 県庁庁舎前は、県庁閉庁日または閉庁時間中、県庁敷地内でイベント開催中は通過となる。

### 一方向時代
2019年5月17日までは以下の一方向のみの運行であった。
- JR宇都宮駅 → 宇都宮二荒山神社下 → 栃木県庁庁舎前 → 県総合文化センター前 → オリオン通り入口 → 市役所庁舎前 → 宇都宮市役所 → 宇都宮城址公園入口 → 日野町通り → JR宇都宮駅

## 運行本数

### 現行
平日 
- 宇都宮駅発
  - 県庁先回り 7:35 - 18:00、1日10本、30分～3時間半間隔（11:30から15:00までは運行なし）。
  - 市役所先回り 9:00 - 18:30、1日10本、1時間～1時間半間隔。

土曜日、日曜日・祝日
- 宇都宮駅発
  - 県庁先回り 9:30 - 18:00、1日8本、1時間～2時間間隔。
  - 市役所先回り 9:00 - 18:30、1日8本、1時間～1時間半間隔。

### 運行開始当初
平日
- 宇都宮駅発 7:40 - 19：00、1日33本、20分または30分間隔。

土曜日
- 宇都宮駅発 8:40 - 19:00、1日30本、20分または30分間隔。

日曜日、祝日
- 宇都宮駅発 8:40 - 18:00、1日27本、20分または30分間隔。

## 企画アナウンス
協同組合宇都宮餃子会と関東自動車の共同企画として、2015年4月23日より同年11月30日までの間、案内アナウンスが、宇都宮餃子PR特命アンバサダー・宇都宮愉快市民でもある声優・餃子評論家の橘田いずみによる、観光名所及び停留所近隣の餃子店の紹介も行う特別バージョンに変更された。

## 車両
運行開始時は、きぶな専用カラーの日野・リエッセ（ステップリフトバス）が3台と点検予備車を兼ねて同仕様のみやバス色1台も投入されている。その後関東自動車内の車両運用の効率化などで、みやバスカラーのリエッセや一般カラーの日野・ポンチョが使用されている。

## スマイルバス

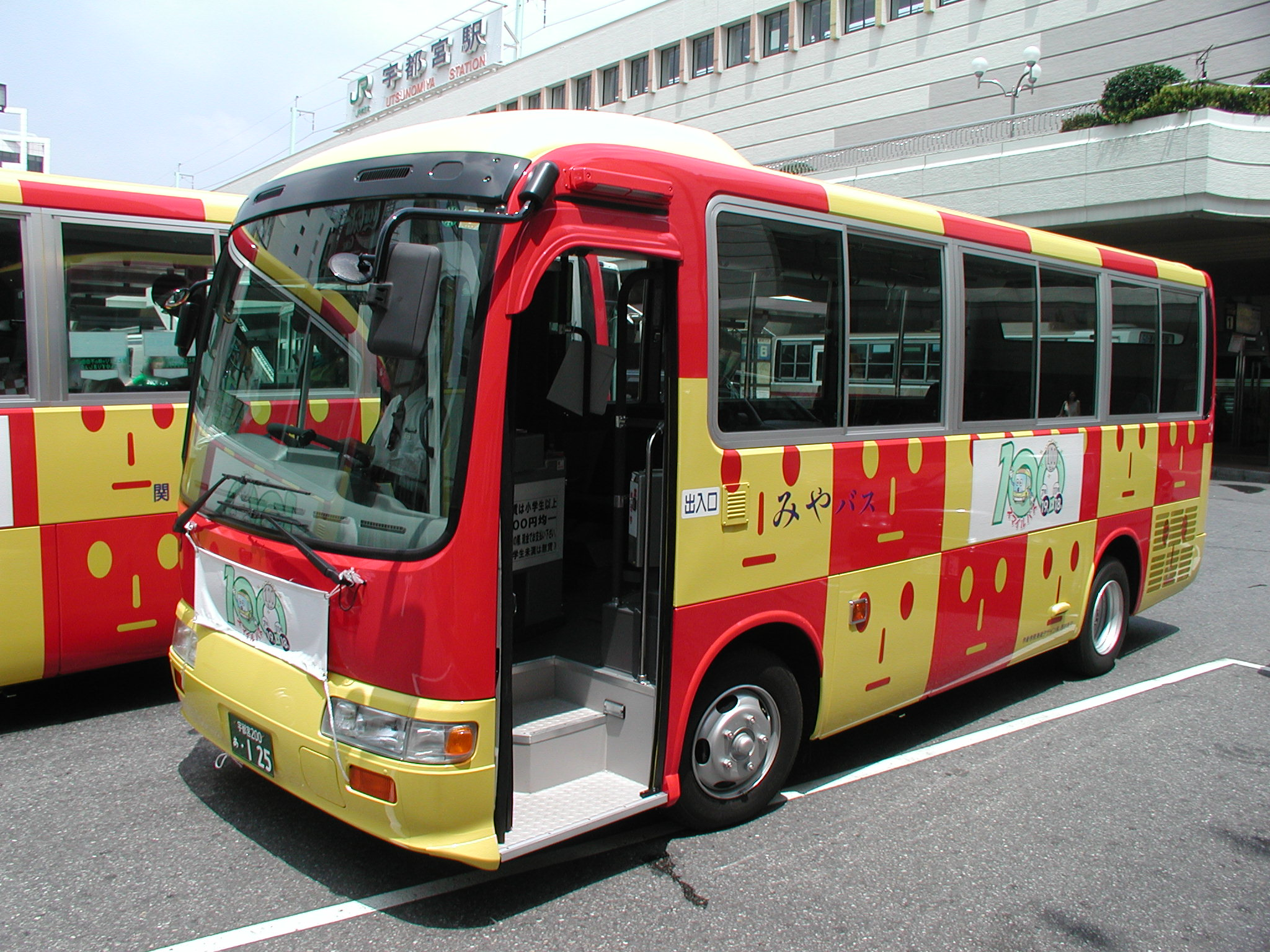
スマイルバスの車両（JR宇都宮駅にて）

スマイルバスとは、市内循環バス「きぶな」の前身として2001年7月19日から11月18日まで試験運行された、宇都宮市中心街の循環バス。宇都宮まちづくり推進機構24の提言をもとに、宇都宮商工会議所が主体となって関東自動車に委託して運行されたワンコインバスの愛称である。運行ルートは双方向となった市内循環バス「きぶな」とほぼ同様で、双方向運行された。宇都宮駅での乗り場は、市内循環バス「きぶな」と同じ場所から発着していた。
車両は「みやバス」専用車両と同仕様・同色の日野・リエッセ（トップドア車、車椅子リフトなし）4台が新規導入され、簗瀬営業所と宇都宮営業所が2台ずつ運行を担当した。スマイルバス運行終了後は、みやバスや他の路線などに転用されることなく4台とも廃車された。